# Bad Friedrichshall
Bad Friedrichshall is een plaats in de Duitse deelstaat Baden-Württemberg, gelegen in het Landkreis Heilbronn. De stad telt 19.504 inwoners.

## Geografie
Bad Friedrichshall heeft een oppervlakte van 24,70 km² en ligt in het zuidwesten van Duitsland.

## Indeling stad
De stad bestaat uit de volgende stadsdelen:
- Kochendorf, inclusief Waldau en Hasenmühle
- Jagstfeld
- Hagenbach
- Duttenberg, inclusief Schloss Heuchlingen
- Untergriesheim
- Plattenwald

## Geschiedenis
Bad Friedrichshall ontstond in 1933/1935 door fusie van de gemeenten Kochendorf, Jagstfeld en Hagenbach. Gekozen werd voor de naam Friedrichshall, naar de zoutmijn die er in 1812/1816 door koning Frederik I van Württemberg werd begonnen en die door diens zoon Willem I naar zijn stichter Friedrichshall werd gedoopt. Omdat Jagstfeld een bekend kuuroord met zoutwaterbronnen was geweest, werd Bad aan de naam toegevoegd.
In 1972 werd Duttenberg aan de gemeente toegevoegd en in 1975 Untergriesheim. Bad Friedrichshall kreeg in 1951 stadsrechten.
Begin 1944 richtte de SS in Kochendorf een concentratiekamp in. Bij de bouw van een wapenfabriek in de zoutmijn door gevangenen en de latere dodenmars naar Dachau kwamen meer dan 400 gevangenen om het leven.
In deze plaats bevindt zich Station Bad Friedrichshall-Jagstfeld.
Abstatt ·
Bad Friedrichshall ·
Bad Rappenau ·
Bad Wimpfen ·
Beilstein ·
Brackenheim ·
Cleebronn ·
Eberstadt ·
Ellhofen ·
Eppingen ·
Erlenbach ·
Flein ·
Gemmingen ·
Güglingen ·
Gundelsheim ·
Hardthausen am Kocher ·
Ilsfeld ·
Ittlingen ·
Jagsthausen ·
Kirchardt ·
Langenbrettach ·
Lauffen am Neckar ·
Lehrensteinsfeld ·
Leingarten ·
Löwenstein ·
Massenbachhausen ·
Möckmühl ·
Neckarsulm ·
Neckarwestheim ·
Neudenau ·
Neuenstadt am Kocher ·
Nordheim ·
Obersulm ·
Oedheim ·
Offenau ·
Pfaffenhofen ·
Roigheim ·
Schwaigern ·
Siegelsbach ·
Talheim ·
Untereisesheim ·
Untergruppenbach ·
Weinsberg ·
Widdern ·
Wüstenrot ·
Zaberfeld